# Rue Valduc
La rue Valduc (en néerlandais : Hertogendal) est une rue bruxelloise de la commune d'Auderghem qui va de la chaussée de Wavre à hauteur de l'avenue Henri de Brouckère jusqu'au square Jean-Baptiste Degreef à hauteur de l'église Saint-Julien sur une longueur de 900 mètres.

## Historique et description
Sur la carte de L. Van Werden (1659) , le chemin tortueux du Houtweg quittait la vallée de la Woluwe vers l'ouest, partant du pont au-dessus de ce ruisseau (environs de l’actuelle rue Jacques Bassem). Il était utilisé par les bûcherons pour se rendre de la forêt de Soignes à Ixelles. À hauteur de l’actuelle avenue Henri de Brouckère le chemin se tortillait vers le Chant d'Oiseau où il se séparait en deux parties : 
- à droite, vers Etterbeek ;
- à gauche, vers l’abbaye de la Cambre, à Ixelles (actuelle rue des Trois-Ponts).

Le tracé de l’actuelle rue est repris sur la carte de Ferraris (1771) dressée après la construction de la route de Bruxelles à Wavre.
L’Atlas des Communications Vicinales (1843) décrit ce chemin n°5 sous le nom Duivelskeulstraet (Herbe du Diable ou aconit) : elle mesurait 928 m de long et 3,30 m de large. Un plan de 1890 parle du Chemin dit de Diefstraet en lieu et place du Duivelskeulstraet.
Le voyageur se rendant à la fin du XIXe siècle de Bruxelles au prieuré de Valduchesse pouvait suivre une partie de cette voie – devenu entretemps Duiveldelle (du néerlandais delle, vallon) – à partir de l’actuel square Jean-Baptiste Degreef. 
Le 5 juin 1874, le collège nomma cette rue Valduc. Dans l’actuelle traduction en néerlandais ce nom est écrit au génitif faible (archaïque) Hertogen comme dans 's-Hertogenbosch (Bois-le-Duc) ou 's-Hertogenrade (Rode-le-Duc ou Rolduc).
L’Abbaye de Valduc fut fondée en 1232 par Henri II de Brabant dans la Forêt de Meerdael. En 1262, sa bru, la duchesse Adélaïde de Bourgogne, devait fonder l’Abbaye de Val Duchesse à Auderghem.
En 1870, Paul de Cartier construisit son château sur les terres derrière la rue Valduc.
En 1930, la rue Valduc était un vrai centre de la blanchisserie familiale; elle comptait quelque onze laveurs et quinze repasseuses. 
René Coulbaut, Guillaume Demuylder et Isidore Geyskens, trois victimes des deux guerres, ont habité dans cette rue. Leurs noms ont été donnés à des rues de la commune afin de perpétuer leur souvenir.

## Situation et accès
| ___ | Ce site est desservi par la station de métro : Hankar. |